# Paralichthys patagonicus
Paralichthys patagonicus är en fiskart som beskrevs av Jordan, 1889. Paralichthys patagonicus ingår i släktet Paralichthys och familjen Paralichthyidae. Inga underarter finns listade i Catalogue of Life.